# Hundsjöns naturreservat
Hundsjöns naturreservat är ett naturreservat i Norrtälje kommun i Stockholms län.
Området är naturskyddat sedan 2017 och är 73 hektar stort. Reservatet omfattar våtmarker och höjder kring Hundsjön. Reservatet består av barrskog med mest gran och inslag av lövträd samt även sumpskog.